# Beau Bridges
Beau Bridges (n. 9 decembrie 1941, Hollywood, California, SUA) este un actor de film și de televiziune din Statele Unite ale Americii.

## Filmografie

### Film
| An   | Titlu                                                                         | Rol                       | Note        |
| ---- | ----------------------------------------------------------------------------- | ------------------------- | ----------- |
| 1948 | Force of Evil                                                                 | Frankie Tucker            | Nemenționat |
| 1949 | The Red Pony                                                                  | Beau                      |             |
| 1961 | The Explosive Generation                                                      | Mark                      |             |
| 1965 | Village of the Giants                                                         | Fred                      |             |
| 1967 | The Incident                                                                  | Felix                     |             |
| 1968 | For Love of Ivy                                                               | Tim Austin                |             |
| 1969 | Gaily, Gaily                                                                  | Ben Harvey                |             |
| 1970 | Adam's Woman                                                                  | Adam                      |             |
| 1970 | The Landlord                                                                  | Elgar                     |             |
| 1971 | The Christian Licorice Store                                                  | Cane                      |             |
| 1971 | Robert Young and the Family                                                   | Sketch Actor              | Film TV     |
| 1972 | Hammersmith Is Out                                                            | Billy Breedlove           |             |
| 1972 | Child's Play                                                                  | Paul Reis                 |             |
| 1973 | Your Three Minutes Are Up                                                     | Charlie                   |             |
| 1974 | Lovin' Molly                                                                  | Johnny                    |             |
| 1975 | The Other Side of the Mountain                                                | Dick Buek                 |             |
| 1976 | Swashbuckler                                                                  | Major Folly               |             |
| 1976 | Two-Minute Warning                                                            | Mike Ramsay               |             |
| 1976 | One Summer Love                                                               | Unknown                   |             |
| 1977 | The Four Feathers                                                             | Harry Faversham           | Film TV     |
| 1977 | Greased Lightning                                                             | Hutch                     |             |
| 1978 | The President's Mistress                                                      | Ben Morton                | Film TV     |
| 1979 | The Runner Stumbles                                                           | Toby Felker               |             |
| 1979 | Norma Rae                                                                     | Sonny                     |             |
| 1979 | The Fifth Musketeer                                                           | Louis XIV                 |             |
| 1980 | Silver Dream Racer                                                            | Bruce McBride             |             |
| 1981 | Night Crossing                                                                | Guenter                   |             |
| 1981 | Honky Tonk Freeway                                                            | Duane Hansen              |             |
| 1982 | Love Child                                                                    | Jack Hansen               |             |
| 1982 | Witness for the Prosecution                                                   | Leonard Vole              | Film TV     |
| 1983 | Heart Like a Wheel                                                            | Connie                    |             |
| 1984 | The Hotel New Hampshire                                                       | Mr. Win Berry             |             |
| 1985 | Alice in Wonderland                                                           | Unicorn                   |             |
| 1987 | The Killing Time                                                              | Sam Wayburn               |             |
| 1988 | Seven Hours to Judgement                                                      | John Eden                 |             |
| 1989 | The Fabulous Baker Boys                                                       | Frank Baker               |             |
| 1989 | The Iron Triangle                                                             | Capt. Keene               |             |
| 1989 | Signs of Life                                                                 | John Alder                |             |
| 1989 | Everybody's Baby: The Rescue of Jessica McClure                               | Richard Czech             | Film TV     |
| 1989 | The Wizard                                                                    | Sam Woods                 |             |
| 1990 | Daddy's Dyin': Who's Got the Will?                                            | Orville                   |             |
| 1991 | Wildflower                                                                    | Jack Perkins              | Film TV     |
| 1991 | Without Warning: The James Brady Story                                        | James Brady               | Film TV     |
| 1991 | Married to It                                                                 | John Morden               |             |
| 1992 | Sidekicks                                                                     | Jerry                     |             |
| 1993 | The Positively True Adventures of the Alleged Texas Cheerleader-Murdering Mom | Terry Harper              | Film TV     |
| 1993 | The Man with Three Wives                                                      | Norman Grayson            | Film TV     |
| 1994 | Million Dollar Babies                                                         | Dr. Allan Roy Dafoe       | Film TV     |
| 1995 | Kissinger & Nixon                                                             | Richard Nixon             | Film TV     |
| 1996 | A Stranger to Love                                                            | Allan Grant               | Film TV     |
| 1996 | Jerry Maguire                                                                 | Matt Cushman              | Nemenționat |
| 1996 | Losing Chase                                                                  | Richard Phillips          | Film TV     |
| 1996 | Hidden in America                                                             | Bill Januson              | Film TV     |
| 1996 | Nightjohn                                                                     | Clel Waller               | Film TV     |
| 1997 | The Second Civil War                                                          | Jim Farley                | Film TV     |
| 1997 | RocketMan                                                                     | Bud Nesbitt               |             |
| 1999 | P.T. Barnum                                                                   | P.T. Barnum               | Film TV     |
| 1999 | Inherit the Wind                                                              | E.K. Hornbeck             | Film TV     |
| 2000 | Common Ground                                                                 | Father Leon               |             |
| 2000 | Sordid Lives                                                                  | G.W. Nethercoth           |             |
| 2000 | Songs in Ordinary Time                                                        | Omar Duvall               |             |
| 2001 | Voyage of the Unicorn                                                         | Alan Aisling              |             |
| 2001 | Boys Klub                                                                     | Mario's Dad               |             |
| 2002 | We Were the Mulvaneys                                                         | Michael Mulvaney, Sr.     | Film TV     |
| 2003 | Out of the Ashes                                                              | Herman Prentiss           |             |
| 2004 | Debating Robert Lee                                                           | Mr. Lee                   |             |
| 2004 | Evel Knievel                                                                  | John Bork                 |             |
| 2004 | 10.5                                                                          | President Paul Hollister  |             |
| 2005 | Smile                                                                         | Steven                    |             |
| 2005 | The Ballad of Jack and Rose                                                   | Marty Rance               |             |
| 2006 | 10.5: Apocalypse                                                              | President Paul Hollister  | Film TV     |
| 2006 | The Good German                                                               | Colonel Muller            |             |
| 2006 | I-See-You.Com                                                                 | Harvey Bellinger          |             |
| 2006 | Charlotte's Web                                                               | Dr. Dorian                |             |
| 2007 | Spinning Into Butter                                                          | Dean Burton Strauss       |             |
| 2008 | Stargate: The Ark of Truth                                                    | Major General Hank Landry |             |
| 2008 | Stargate: Continuum                                                           | Major General Hank Landry |             |
| 2008 | Max Payne                                                                     | BB Hensley                |             |
| 2008 | Americanizing Shelley                                                         | Gary Gordon               |             |
| 2009 | Don't Fade Away                                                               | Chris White               |             |
| 2010 | My Girlfriend's Boyfriend                                                     | Logan Young               |             |
| 2010 | Columbus Circle                                                               | Dr. Ray Fontaine          |             |
| 2010 | Free Willy: Escape from Pirate's Cove                                         | Gus Grisby                |             |
| 2011 | The Descendants                                                               | Cousin Hugh               |             |
| 2011 | Game Time: Tackling the Past                                                  | Frank Walker              | Film TV     |
| 2012 | Hit & Run                                                                     | Clint Perkins             |             |
| 2012 | Eden                                                                          | Bob Gault                 |             |
| 2012 | From Up on Poppy Hill                                                         | Yoshio Onodera            |             |
| 2014 | 1000 to 1: The Cory Weissman Story                                            | Coach                     |             |
| 2014 | Tumbledown                                                                    |                           |             |
| 2015 | Underdog Kids                                                                 |                           |             |

### Televiziune
| An           | Titlu                     | Rol                           | Note                                                     |
| ------------ | ------------------------- | ----------------------------- | -------------------------------------------------------- |
| 1960–1963    | My Three Sons             | Russ Burton                   | 3 episoade                                               |
| 1960–1961    | Sea Hunt                  | Warren Tucker                 | 2 episoade                                               |
| 1961         | The Real McCoys           | Randy Cooperton               | Episodul: "The Rich Boy"                                 |
| 1962         | National Velvet           | Mercutio                      | Episodul: "The Star"                                     |
| 1962         | Wagon Train               | Larry Gill                    | Episodul: "The John Bernard Show"                        |
| 1962–1963    | Ensign O'Toole            | Seaman Spicer                 | 32 episoade                                              |
| 1963         | Rawhide                   | Billy Johanson                | Episodul: "Incident at Paradise"                         |
| 1963         | Ben Casey                 | Larry Masterson               | 2 episoade                                               |
| 1964         | The Eleventh Hour         | Leonard                       | Episodul: "Cannibal Plants, They Eat You Alive"          |
| 1964         | Combat!                   | Orville Putnam                | Episodul: "The Short Day of Private Putnam"              |
| 1964         | My Three Sons             | Howard Sears                  | 2 episoade                                               |
| 1965         | Twelve O'Clock High       | Cpl. Steven Corbett           | Episodul: "Then Came the Mighty Hunter"                  |
| 1966         | Gunsmoke                  | Jason                         | Episodul: "My Father's Guitar"                           |
| 1966         | Branded                   | Lon Allison                   | Episodul:"Nice Day for a Hanging"                        |
| 1967         | Bonanza                   | Horace                        | Episodul: "Justice"                                      |
| 1967         | Cimarron Strip            | Billie Joe Show               | Episodul: "Legend of Jud Starr"                          |
| 1978         | Hallmark Hall Of Fame     | Stubby Pringle                | Episodul: "Stubby Pringle's Christmas"                   |
| 1980         | United States             | Richard Chapin                | 13 episoade                                              |
| 1991         | Tales from the Crypt      | Dr. Martin Fairbanks          | Episodul: "Abra Cadaver"                                 |
| 1993–1994    | Harts of the West         | Dave Heart                    | 15 episoade                                              |
| 1995         | The Outer Limits          | Dr. Simon Kress               | Episodul: "The Sandkings"                                |
| 1998         | Maximum Bob               | Judge Bob Gibbs               | 7 episoade                                               |
| 2000         | The Wild Thornberrys      | Hayden Adam                   | Episodul: "Every Little Bit Alps"                        |
| 2002         | Will & Grace              | Daniel McFarland              | Episodul: "Moveable Feast"                               |
| 2001–2003    | The Agency                | Tom Gage                      | 32 de episoade                                           |
| 2005         | Into the West             | Stephen Hoxie                 | Episodul: "Manifest Destiny"                             |
| 2005–2007    | Stargate SG-1             | Major General Hank Landry     | 35 de episoade                                           |
| 2005–2006    | Stargate: Atlantis        | Major General Hank Landry     | 5 episoade                                               |
| 2005–2006    | American Dad!             | Lieutenant Thacker            | 2 episoade                                               |
| 2005–2008    | My Name Is Earl           | Carl Hickey                   | 7 episoade                                               |
| 2009         | Desperate Housewives      | Eli Scruggs                   | Episodul: "The Best Thing That Ever Could Have Happened" |
| 2009         | The Closer                | Detective George Andrews      | Episodul: "Make Over"                                    |
| 2011         | Brothers & Sisters        | Nick Brody                    | 5 episoade                                               |
| 2011–2012    | Franklin & Bash           | Leonard Franklin              | 3 episoade                                               |
| 2011–2012    | White Collar              | Agent Kramer                  | 3 episoade                                               |
| 2013         | The Goodwin Games         | Benjamin Goodwin              | 3 episoade                                               |
| 2013–present | Masters of Sex            | Barton Scully                 | 14 episoade                                              |
| 2013–2015    | The Millers               | Tom Miller                    | 34 de episoade                                           |
| 2015         | Penn Zero: Part-Time Hero | Sheriff Scaley Briggs (voice) | 3 episoade                                               |